# Le Hasard fait bien les choses
Le Hasard fait bien les choses je francouzsko-švýcarský hraný film z roku 2002, který režíroval Lorenzo Gabriele. Snímek měl světovou premiéru dne 18. září 2002.

## Děj
Univerzitní profesor Jean-Pierre Muller vede spořádaný a poklidný život. Před okolím však skrývá, že udržuje dlouhodobý vztah s mladým Kubáncem Armandem. Jednoho dne je Jean-Pierre náhodně vybrán soudem jako poručník sedmnáctiletého sirotka Antoina. Tato situace ho postaví před nečekané výzvy. Musí se nyní starat o dospívajícího chlapce, přitom se snaží udržet své soukromí v tajnosti. Navíc se do jeho života vrací Alice, se kterou kdysi uzavřel formální manželství, aby jí pomohl získat povolení k pobytu. Jean-Pierre se ocitá v sérii komických a někdy i trapných situací, kdy se snaží vybalancovat svůj osobní život, vztah s Armandem a novou roli poručníka.

## Obsazení
| Jean-Claude Brialy      | Jean-Pierre Muller  |
| Sabine Haudepin         | Alice               |
| Antonio Interlandi      | Armando             |
| Julien Bravo            | Antoine             |
| Elena Noverraz          | Ana                 |
| Lorriane Cherpillod     | Samantha            |
| Jacques Michel          | rektor              |
| Anne Kreis              | soudkyně            |
| Juan-Antonio Crespillo  | Grégoire            |
| Jean-Pierre Gos         | Bernie              |
| Florence Quartenoud     | sociální pracovnice |
| Caroline Cons           | sociální pracovnice |
| Hélène Hudovernik       | květinářka          |
| Jean-Alexandre Blanchet | listonoš            |
| Brigitte Rosset         | rozvedená žena      |
| Gaspard Boesch          | rozvedený muž       |
| Philippe Le Dem         | Dufoix              |